# Volo Aeroflot 200
Il 23 ottobre 1959, un Ilyushin Il-14 operante come volo Aeroflot 200 si schiantò mentre tentava di atterrare all'aeroporto di Vnukovo vicino a Mosca, Oblast' di Mosca, SFSR russa, URSS. Dopo aver subito un ritardo a causa del maltempo, l'aereo tentò di atterrare intorno alle 22:00, per poi schiantarsi a circa 1.400 metri (4.500 piedi) prima della pista dopo aver colpito degli alberi. Il maltempo e l'errore del pilota contribuirono allo schianto.

## Sfondo
L'aereo precipitato era un Il-14P, numero di serie 6341709, costruito nel 1956 nello stabilimento di Tashkent in Uzbekistan e consegnato il 31 agosto dello stesso anno. Gli fu assegnato il codice di registrazione CCCP-L5086 e volò per 2 anni per il Dipartimento di Stato dell'Azerbaigian, con sede a Baku. Nel 1958 fu acquisito dall'Aeroflot e registrato nuovamente come CCCP-41806, iniziando ad operare per il 107º distaccamento di volo come aereo di linea passeggeri. Al momento dell'incidente aveva volato per 4.945 ore.

## L'incidente
L'aereo stava volando sulla rotta Baku-Machačkala-Astrachan'-Stalingrado-Mosca, ma dovette affrontare condizioni meteorologiche avverse che avevano ostacolato l'equipaggio durante il viaggio. Erano arrivati a Stalingrado con due ore di ritardo e l'equipaggio stava lavorando da oltre 15 ore al momento dell'incidente, il che potrebbe aver contribuito all'incidente. Alle 14:20 l'aereo decollò per Vnukovo, ma i piloti videro che era stato chiuso a causa delle condizioni meteorologiche, così il volo ritornò a Stalingrado alle 17:15, 1 ora e 55 minuti dopo il decollo. Alle 18:50 l'equipaggio tentò nuovamente di raggiungere Mosca, ma era affaticato dopo aver prestato servizio per 13 ore e 50 minuti, di cui 5 ore e 53 minuti trascorse in volo. A causa della nebbia, l'aereo di linea volò a soli 4.500 metri (14.800 piedi) e la visibilità era di soli 1,5–2 chilometri (4.900–6.600 piedi); un altro Il-14 atterrato di recente riferì che la base della nube era di 50–60 metri (160–200 piedi); nonostante ciò, le condizioni meteorologiche effettive non vennero comunicate all'equipaggio prima del loro arrivo. Durante l'avvicinamento a Vnukovo, riferirono di essersi avvicinati al percorso di discesa, cosa che non venne confermata dall'ATC. Ben presto, sotto le istruzioni del controllore del traffico aereo, l'aereo virò di 2° a sinistra ed entrò nella traiettoria di discesa. Il controllore disse "due a sinistra", l'ultima cosa che sentirono i piloti. Alle 22:10, l'aereo colpì gli alberi a circa 20 m da terra, provocandone lo schianto a 1.400 metri (4.600 piedi) dalla soglia della pista e a 75 metri (246 piedi) dal suo centro. Il relitto fu ritrovato nel bosco distrutto e parzialmente bruciato.

## L'indagine
Dei 29 passeggeri (tra cui il compositore armeno Sergej Agababov) e dell'equipaggio a bordo, solo uno, un corriere diplomatico della SSR azera, sopravvisse all'incidente. Il disastro venne attribuito a un errore del pilota che indusse una prematura perdita di quota, che a sua volta portò il velivolo a scontrarsi con degli ostacoli. Il pilota in comando aveva un'abilità media, e l'equipaggio non sapeva come guidare l'aereo in sicurezza in una fitta nebbia. Inoltre, il controllore responsabile del volo era un apprendista a cui non era ufficialmente consentito di lavorare in modo indipendente con il radar di avvicinamento di precisione e non aveva comunicato all'equipaggio la portata o l'altitudine adeguata che avrebbe potuto potenzialmente evitare lo schianto. Poiché era distratto nel correggere la rotta, non si accorse che l'aereo era sceso a una quota pericolosamente bassa e quindi non avvertì i piloti del pericolo.